# تجربة روشاردت
تجربة روشاردت في الكيمياء (بالإنجليزية : Rüchardt Experiment ) هي تجربة في الترموديناميكا (الحركة الحرارية) تستخدم بغرض تعيين السعتين الحراريتين {\displaystyle c_{p}} و {\displaystyle c_{V}} لغاز . وتعتمد التجربة على ظاهرة تغير درجة حرارة الغاز بتغير الضغط . ينتج عن تلك التجربة تعيين معامل ثبات الاعتلاج «كابا» (النسبة بين السعة الحرارية عند ثبات الضغط إلى السعة الحرارية عند ثبات الحجم).
{\displaystyle \kappa ={\frac {c_{p}}{c_{V}}}}

## مقدمــــة
عندما نضغط غاز خلال عملية لا يحدث بينه وبين الوسط المحيط أي تبادل للحرارة (عملية كظومة) ، نجد أنه بزيادة الضغط ترتفع درجة حرارة الغاز . ويكون ضغط الغاز في تلك الظروف أعلى من ضغطه في حالة ضغطه تحت درجة حرارة ثابتة (عملية متساوية درجة الحرارة) ، حيث تخرج حرارة في العملية المتساوية درجة الحرارة من الغاز .
خلال عملية متساوية الإنتروبية لضغط الغاز تنطبق العلاقة :
{\displaystyle \ pV^{\kappa }=\mathrm {const.} }
حيث V هو حجم الغاز ، و p الضغط.
ويسمى الأس المرفوع إليه حجم الغاز في تلك المعادلة معامل ثبات الاعتلاج «كابا» ( {\displaystyle \kappa \ } ) . وعن طريق تجربة روشاردت نقوم بتعيين معامل ثبات الاعتلاج .
في عملية كظومة عكوسية لا يتغير إنتروبيا S النظام ، ولكن درجة الحرارة تتغير. ونجد في الهندسة الميكانيكية أنه خلال عملية تتغير فيها حالة نظام (مثلما في حالة توربين بخاري) نجد أن الاننتروبي لا يبقى ثابتا بل يزيد بسبب الاحتكاك والكبس والدفع .

## التجربة

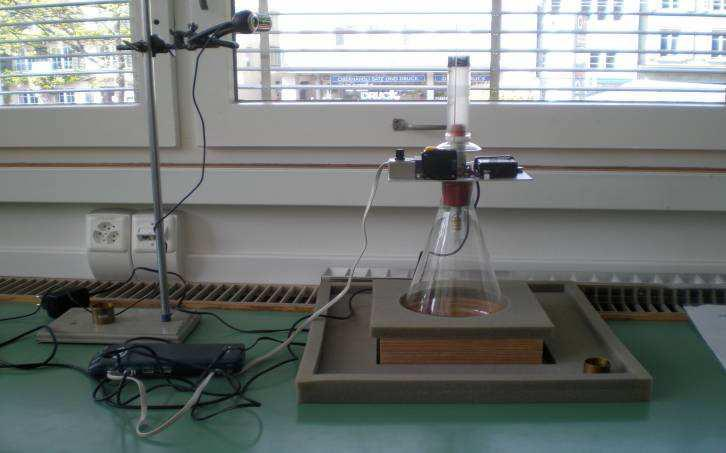
جهاز تجربة روشاردت.

نستخدم في التجربة قارورة زجاجية حجمها V لها أنبوب من أعلى ذو فتحة مساحتها A . ونضع في داخل الأنبوب المفتوح مكبس له كتلة m . فينضغط الغاز داخل القارورة تحت وطأة كتلة المكبس عليه وترتفع درجة حرارته. بعد ذلك يؤدي المكبس حركة اهتزازية توافقية يقل اتساعها تدريجيا . ويحدث أن تأرجح المكبس في حركتة التوافقية (هبوط المكبس وصعوده ، ثم هبوطه ثم صعودة وهكذا) تتسبب في تتابع سريع لعمليات انضغاط ثم تمدد ثم أنضغاط ثم تمدد وهكذا . عندئذ نقوم بقياس زمن الدورة T لتلك العملية الدورية وكذلك قياس الضغط p في القارورة.
تنطبق المعادلة :
{\displaystyle \kappa ={\frac {c_{p}}{c_{V}}}={\frac {4\pi ^{2}mV}{A^{2}T^{2}p}}}
وبها نحسب معامل ثبات الاعتلاج .